# Maraton w Mar del Plata
Maraton w Mar del Plata – bieg maratoński rozgrywany corocznie (zwykle w pierwszej połowie grudnia, w niektórych latach w drugiej połowie listopada) w argentyńskim mieście Mar del Plata. Pierwsza edycja zawodów miała miejsce w 1987 roku.
W 1989 maraton miał rangę mistrzostw Argentyny.

## Zwycięzcy
| Edycja | Rok  | Zwycięzca                | Czas (g:m:s) | Zwyciężczyni                 | Czas (g:m:s) |
| ------ | ---- | ------------------------ | ------------ | ---------------------------- | ------------ |
| 1.     | 1987 | Toribio Gutiérrez        | 2:22:05      | Norma Fernández              | 2:59:18      |
| 2.     | 1988 | Rubén Aguia              | 2:23:54      | Nélida Olivet                | 3:11:34      |
| 3.     | 1989 | Toribio Gutiérrez        | 2:19:41      | Nélida Olivet                | 2:54:50      |
| 4.     | 1990 | Carlos Edgar Barria      | 2:21:47      | Nélida Olivet                | 2:55:43      |
| 5.     | 1991 | Carlos Edgar Barria      | 2:29:15      | Mirta Rodríguez              | 3:28:12      |
| 6.     | 1992 | Hipólito Cardozo         | 2:33:48      | Epifania Carhuas             | 3:09:01      |
| 7.     | 1993 | Valmir de Carvalho       | 2:19:49      | Nercy da Freitas             | 2:48:32      |
| 8.     | 1994 | Daniel Pardo             | 2:33:40      | Epifania Carhua              | 3:23:11      |
| 9.     | 1995 | Carlos Daniel López      | 2:32:29      | Elsa Guevara                 | 3:13:02      |
| 10.    | 1996 | Toribio Gutiérrez        | 2:28:42      | Lilia Gamboa                 | 3:10:35      |
| 11.    | 1997 | Rubén Coria              | 2:26:47      | María Teresa Aguerre         | 2:59:11      |
| 12.    | 1998 | Tranquilino Valenzuela   | 2:21:15      | Lilia Gamboa                 | 3:17:41      |
| 13.    | 1999 | Oscar Alarcón            | 2:22:58      | Roxana Preussler             | 3:12:28      |
| 14.    | 2000 | Cristian Malgioglio      | 2:37:16      | Roxana Preussler             | 3:00:27      |
| 15.    | 2001 | Waldemar Cotelo          | 2:24:01      | Leonor Crundall              | 3:16:01      |
| 16.    | 2002 | Claudio Burgos           | 2:28:43      | Leonor Crundall              | 3:17:40      |
| 17.    | 2003 | Manuel Méndez            | 2:41:24      | Soledad Virasoro             | 3:35:53      |
| 18.    | 2004 | Manuel Méndez            | 2:42:49      | Andrea Virasoro              | 3:24:13      |
| 19.    | 2005 | Sergio Palma             | 2:32:09      | Alejandra Calcagno           | 3:16:22      |
| 20.    | 2006 | Raul Gonzalez            | 2:39:07      | Laura Aspiroz                | 3:18:00      |
| 21.    | 2007 | Juan Jose Perez          | 2:52:48      | Vanessa Bentacurt            | 3:44:59      |
| 22.    | 2008 | Raimondo Freijoo         | 2:38:20      | Ennia Barrera                | 3:28:13      |
| 23.    | 2012 | Matías Schiel            | 2:45:17      | Florencia Borelli            | 3:04:17      |
| 24.    | 2013 | Mariano Mastromarino     | 2:29:24      | Andrea Graciano              | 2:49:49      |
| 25.    | 2014 | Matias-Martin Schiel     | 2:26:51      | Valeria-Lorena Rodriguez     | 2:46:20      |
| 26.    | 2015 | Nicolas-Ariel Ternavasio | 2:20:52      | Karina-Elizabeth Neipan      | 2:45:41      |
| 27.    | 2016 | Ulises-Pedro Sanguinetti | 2:25:18      | Mariel Alasia                | 2:56:02      |
| 28.    | 2017 | Mariano Mastromarino     | 2:24:13      | María de los Ángeles Peralta | 2:54:30      |